# パフェル・ペゴフ
パフェル・ペゴフ（ロシア語: Павел Георгиевич Пегов、1956年11月29日 - ）は、ソビエト連邦の元スピードスケート選手。専門は短距離で500m、1000mで主に活躍した。
1956年モスクワに生まれた。East Siberian Technological Institute、後にスポーツソサエティーで学んだ。1983年には絶頂を極め4つの記録を生んだ。 
1983年の世界スプリントスピードスケート選手権大会では日本の黒岩彰に次いで2位となった。その年3月アルマトイにあるメデオリンクで2年前にエフゲニー・クリコフによって作られた500mの記録を破った。さらに同月25日に36秒68、36秒57と立て続けに新記録を達成した。翌26日には1000mで史上初の1分13秒を切る1分12秒58の世界記録を達成した。この記録は6年後にイーゴリ・ゼレゾフスキーによってタイ記録が達成され彼の記録から10年経って1993年12月19日にケビン・スコットにより1分12秒54の記録が出るまで世界記録であり続けた。この時達成したスプリント複合の記録も1989年2月にゼレゾフスキーがヘーレンフェーンでわずかに更新するまで破られることはなかった。
1984年のサラエボオリンピックでは前年のようなパフォーマンスを見せることが出来ず1000mで13位に終わった。オリンピックの数週間後のソビエトスプリント選手権ではセルゲイ・フレーブニコフに次いで2位となった。1985年に現役引退している。

## 世界記録
1983年に彼は4つの世界記録（en:List of speed skating records）を樹立している。
| 距離           | 記録    | 年月日        | 開催地 |
| -------------- | ------- | ------------- | ------ |
| 1,000 m        | 1:12.58 | 1983年3月25日 | メデオ |
| 500 m          | 36.68   | 1983年3月25日 | メデオ |
| 500 m          | 36.57   | 1983年3月26日 | メデオ |
| スプリント複合 | 146.955 | 1983年3月26日 | メデオ |

## 自己ベスト
| 距離     | 記録    | 年月日         | 開催地 |
| -------- | ------- | -------------- | ------ |
| 500 m    | 36.57   | 1983年3月26日  | メデオ |
| 1,000 m  | 1:12.58 | 1983年3月25日  | メデオ |
| 1,500 m  | 1:54.62 | 1983年12月27日 | メデオ |
| 3,000 m  | 4:11.9  | 1977年4月14日  | メデオ |
| 5,000 m  | 7:10.29 | 1979年3月29日  | メデオ |
| 10,000 m | 15:15.3 | 1976年12月11日 | メデオ |
| 複合     | 163.570 |                |        |
| 複合     | 169.046 | 1979年12月29日 | メデオ |